# Bessie Smithbrug
De Bessie Smithbrug (brugnummer 1867) is een vaste brug in Amsterdam-Slotervaart.
De brug werd aangelegd ter ontsluiting van een wijk, waarvan de namen vernoemd zijn naar jazzmusici als Ben Webster, Duke Ellington en Count Basie. De brug werd eind jaren begin jaren negentig aangelegd. Zij ligt in het fietspad noord-zuid door de wijk vanaf het Henk Sneevlietpad en overspant een naamloze ringvaart om de wijk. In de 21e eeuw is de brug met een flauwe welving alleen toegankelijk voor voetgangers en fietsers. 
De brug ging tot januari 2017 naamloos door het leven. In een actie van de gemeente Amsterdam om naamloze bruggen alsnog van een naam te voorzien kon de bevolking voorstellen indienen, waarbij als voorwaarden werd gesteld dat de naamstelling iets met de brug of buurt te maken had. De nieuwe naam van dit bouwwerk, vernoemd naar jazz-zangeres Bessie Smith werd in januari 2017 bekendgemaakt. Op dezelfde datum kreeg de wijk de Rita Reysbrug (1866) en Pia Beckbrug (1868).
<<< · 1800 · 1801 · 1802 · 1803 · 1804 · 1805 · 1806 · 1807 · 1808 · 1809 ·  1810 · 1811 · 1812 · 1813 · 1814 · 1815 · 1816 · 1818 · 1819 · 1820 · 1821 · 1822 · 1823 · 1824 · 1826 · 1827 · 1828 · 1829 · 1830 · 1831 · 1832 · 1833 · 1834 · 1835 · 1836 · 1837 · 1838 · 1839 · 1840 · 1841 · 1842 · 1843 · 1844 · 1845 · 1846 · 1847 · 1848 · 1849 · 1850 · 1851 · 1852 · 1853 · 1854 · 1855 · 1856 · 1857 · 1858 · 1859 · 1860 · 1861 · 1862 · 1863 · 1864 · 1865 · 1866 · 1867 · 1868 · 1869 ·  1870 · 1871 · 1872 · 1873 · 1874 · 1875 · 1876 · 1877 · 1879 ·  1880 · 1881 · 1882 · 1883 · 1884 · 1885 · 1886 · 1888 · 1889 · 1890 · 1891 · 1892 · 1893 · 1894 · 1895 · 1896 · 1897 · 1898 · 1899 · >>>
Brugnummers 1817, Brug 1819, 1820, 1825, 1878, 1887  zijn niet (meer) vergeven.